# Alison Moore

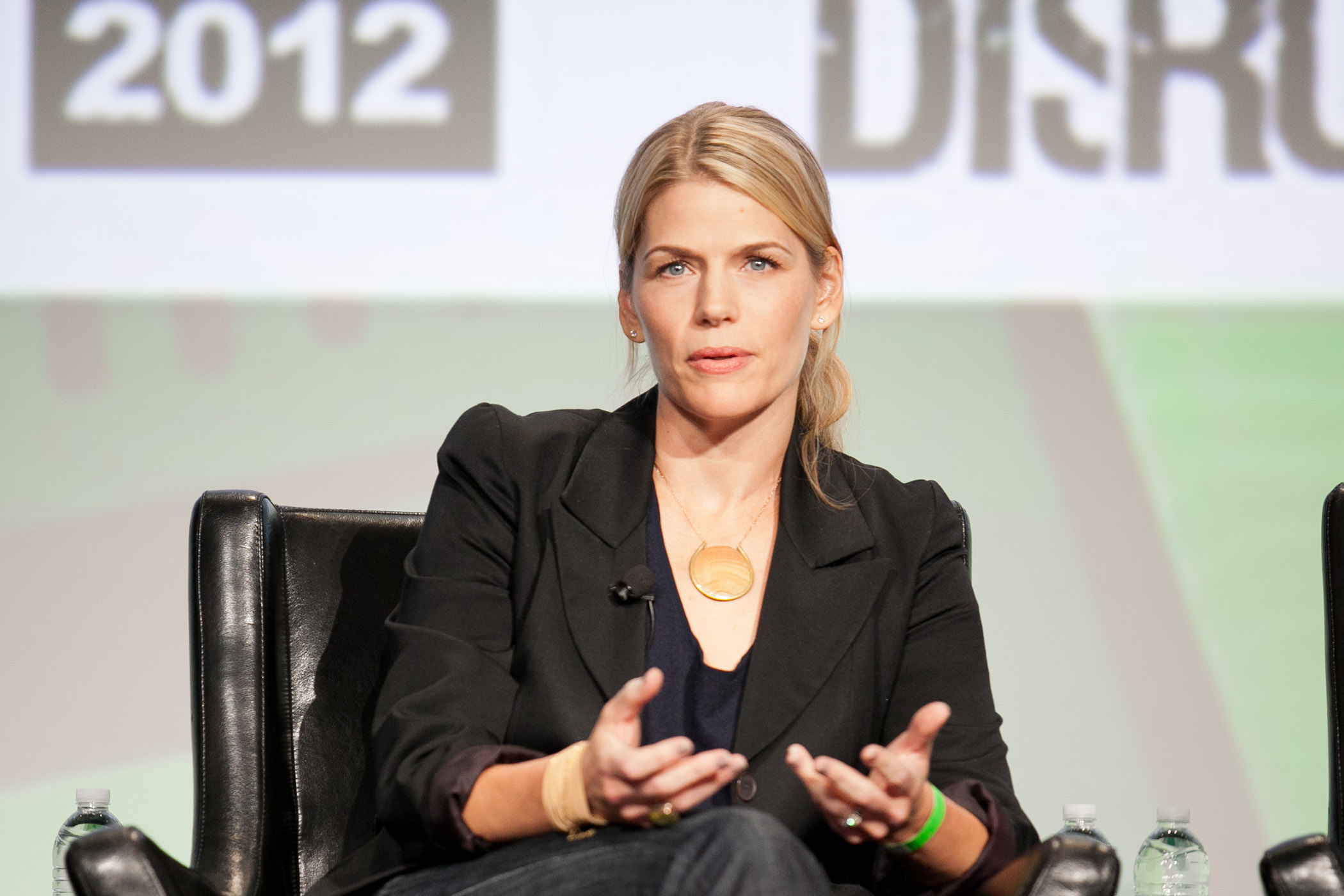
Alison Moore

Alison Moore (geboren 1971 in Manchester) ist eine britische  Schriftstellerin.

## Leben
Alison Moore studierte Literatur an der Universität Liverpool und an der Universität Nottingham. Sie veröffentlichte Kurzgeschichten, die in dem Band The Pre-War House and Other Stories gesammelt wurden. 2012 kam ihr Debütroman The Lighthouse auf die Shortlist des Man Booker Prize, ihr zweiter Roman He Wants wurde 2014 ein „Observer Book of the Year“. Sie lebt mit Mann und Sohn in Wymeswold, Borough of Charnwood.

## Werke
- The Lighthouse. London : Salt Publishing, 2012
- The Pre-War House and Other Stories. Cromer : Salt, 2013
- He Wants.  Cromer, Norfolk, UK : Salt, 2014
- Death and the seaside. Cromer, Norfolk : Salt Publishing, 2016